# Polen-Rundfahrt 2005
Die 62. Polen-Rundfahrt fand vom 12. bis 18. September 2005 statt. Sie wurde in acht Etappen über eine Distanz von 1247 km ausgetragen. Die ersten vier Etappen waren flache Etappen, die folgenden vier sind Bergetappen.
Die kasachischen Fahrer Alexander Winokurow, Andrei Kaschetschkin, Dmitri Murawjow und Dmitri Fofonow bekamen rechtzeitig kein Visum mehr und konnten somit nicht an den Start gehen.
Die Gesamtwertung gewann der Luxemburger Kim Kirchen, die Punktewertung ebenfalls, die Bergwertung der Pole Bartosz Huzarski, die Sprintwertung der Deutsche Robert Förster, und die Teamwertung das niederländische Team Rabobank.

## Weblinks

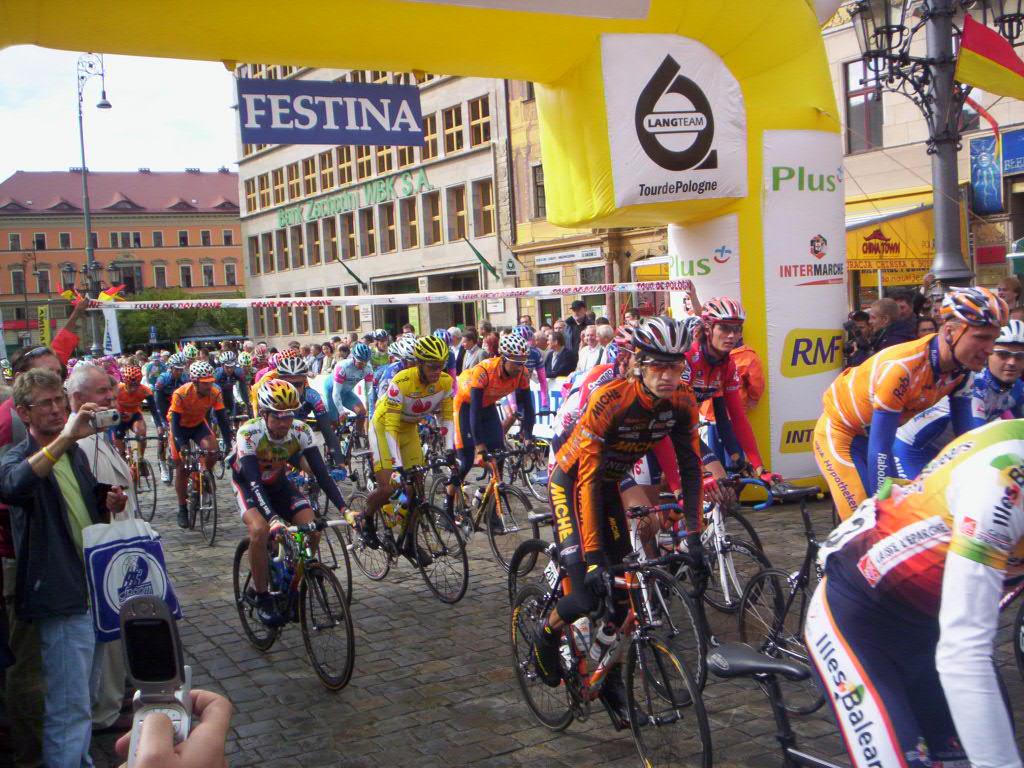
Polen-Rundfahrt 2005 in Breslau (Wrocław)

## Etappen
| Etappe | Tag           | Start–Ziel                            | km  | Etappensieger         | Gesamtwertung        |
| ------ | ------------- | ------------------------------------- | --- | --------------------- | -------------------- |
| 1.     | 12. September | Danzig (Gdańsk)–Elbląg                | 150 | Baden Cooke (FDJ)     | Baden Cooke (FDJ)    |
| 2.     | 13. September | Tczew–Olsztyn                         | 227 | Daniele Bennati (LAM) | Luca Paolini (QST)   |
| 3.     | 14. September | Ostróda–Bydgoszcz                     | 212 | Jaan Kirsipuu (C.A)   | Luca Paolini (QST)   |
| 4.     | 15. September | Inowrocław–Leszno                     | 213 | Daniele Bennati (LAM) | Luca Paolini (QST)   |
| 5.     | 16. September | Breslau (Wrocław)–Szklarska Poręba    | 212 | Fabian Wegmann (GST)  | Luca Paolini (QST)   |
| 6.     | 17. September | Piechowice–Karpacz                    | 153 | Pieter Weening (RAB)  | Pieter Weening (RAB) |
| 7.     | 18. September | Jelenia Góra–Karpacz                  | 061 | Kim Kirchen (FAS)     | Kim Kirchen (FAS)    |
| 8.     | 18. September | Jelenia Góra–Karpacz (Bergzeitfahren) | 019 | Thomas Dekker (RAB)   | Kim Kirchen (FAS)    |